# 中島惣社
中島惣社（なかじまそうしゃ）は、大阪市東淀川区東中島にある神社。旧社格は郷社。

## 歴史
『摂津名所図会』に「稲荷祠　北中嶋惣社也。此辺六ヶ村産土神とす。天満宮社家寺井紳主兼帯所」とあり、もとは稲荷神社と称していた。
孝徳天皇の白雉2年（651年）、難波長柄豊崎宮に遷都した際に創建され、五穀豊穣を祈願されたとされている。それに伴い、神領を賜っている。
豊臣秀頼の崇敬が厚く、「中嶋総社」の四字を記した絹地一通が寄進されている。しかし、慶長19年（1614年）の大坂冬の陣の兵火によって社殿が焼失し、わずかに絵図と建武2年（1335年）の木額だけが残った。
1872年（明治5年）、郷社に列す。1896年（明治29年）、稲荷神社から現在の社名に改める。1907年（明治40年）には神饌幣帛料供進社に指定される。
1908年（明治41年）から1909年（明治42年）にかけて、西中島村大字山口字北方の天満宮、大字淡路字原の天満宮、字引江の宮の須賀神社、字東寺の神明社、大字西字城の皇大神社、大字柴島字本丸の八幡大神宮、大字薬師堂字薬師堂の八幡大神宮、大字南方新家字新田の稲荷神社、大字南方字宮西の稲荷神社、北中島村大字北宮原字宮の春日神社、大字南宮原字西宅地の春日神社、大字宮原新家字向の町の天満宮を合祀、西中島村大字淡路字浦の大将軍社を境内末社大将軍社に合祀した。
このうち須賀神社は南北朝の混乱を避けて山城国から移り住んだ刀工・来一族の鎮守として創建された神社で、1964年（昭和39年）に須賀神社跡地が須賀森公園として整備され、1981年（昭和56年）に樹齢600年と推定されるクスノキが大阪府天然記念物に指定された。
神楽殿・絵馬殿など多くの社殿があったが、1945年（昭和20年）6月7日の第3回大阪大空襲によって全焼した。現在の社殿は1987年（昭和62年）に再建されたものである。

## 祭神
- 主祭神 - 宇賀御魂神、受保大神、大市比賣神
- 相殿神 - 菅原道真公、天児屋根神、経津主神、武甕槌神、姫大神、天照皇大神、事代主神、応神天皇、速素盞鳴神、大名牟遅神、少彦名神、猿田彦神

## 境内
- 本殿 - 1987年（昭和62年）再建。
- 拝殿 - 1987年（昭和62年）再建。
- 社務所
- 若宮社 - 祭神：足名槌神、手名槌神、迦具土神、大年神、御歳神、五十猛神、市杵島姫神、楠木正成公、大屋津比売神、天宇受売神
- 大将軍社 - 祭神：久那斗神、八衢比古神、八衢比女神、金山彦神、大山津見神、罔象女神、於冨加牟津見神

## 交通アクセス
JR・地下鉄新大阪駅より　東へ徒歩約8分